# ゲオルク1世 (ザクセン＝マイニンゲン公)
ゲオルク1世フリードリヒ・カール（ドイツ語：Georg I. Friedrich Karl, 1761年2月4日 - 1803年12月24日）は、ザクセン＝マイニンゲン公（在位：1782年 - 1803年）。さまざまな改革を行った君主として知られており、多くの他の君主から模範的な君主とみなされた。

## 生涯

### 家族
ゲオルク1世はザクセン＝マイニンゲン公アントン・ウルリヒとシャルロッテ・アマーリエ・フォン・ヘッセン＝フィリップスタールの四男（兄2人は早世）として1761年に生まれた。ゲオルクが生まれた時に父は73歳で、その2年後の1761年に父は死去した。

### 治世
ゲオルクは1782年に、子供がいないまま死去した兄カールの跡を継いでザクセン＝マイニンゲン公となった。ゲオルクは「啓蒙専制主義」の原則に基づき、特に教育の重要性を重視した統治をおこなった。ゲオルクは後に息子にちなんで「ベルンハルディヌム」と名付けられた教育機関の建設を開始した。ゲオルク1世はまた公立図書館を一般に公開し、公国における（プロテスタント）教会の慣行を改革し、新しい社会政策を開始した。また、ペンネームで哲学論文を出版した。その結果、他の君主の多くはゲオルクは模範的な支配者であり、ザクセン＝マイニンゲン公国を啓蒙専制主義が頂点に達したドイツの公国と見なした。
ゲオルク1世は熱病により1803年にマイニンゲンで死去した。

## 結婚と子女
- アーデルハイト（1792年 - 1849年） - 1818年に後のイギリス王ウィリアム4世と結婚
- イーダ（1794年 - 1852年） - 1816年にカール・ベルンハルト・フォン・ザクセン＝ヴァイマル＝アイゼナハと結婚
- ベルンハルト2世（1800年 - 1882年） - ザクセン＝マイニンゲン公